# Las Mesas de San Juan
Las Mesas de San Juan är en ort i Mexiko.   Den ligger i kommunen Mier y Noriega och delstaten Nuevo León, i den centrala delen av landet, 500 km norr om huvudstaden Mexico City. Las Mesas de San Juan ligger 2 073 meter över havet och antalet invånare är 118.
Terrängen runt Las Mesas de San Juan är kuperad. Runt Las Mesas de San Juan är det mycket glesbefolkat, med 7 invånare per kvadratkilometer. Närmaste större samhälle är Doctor Arroyo, 18,9 km norr om Las Mesas de San Juan. Omgivningarna runt Las Mesas de San Juan är i huvudsak ett öppet busklandskap.